# 완전범죄
완전범죄(完全犯罪)는 해당 범죄사실이 수사기관에 발각되지 않거나 범죄사실이 수사기관에 발각되어도 증거가 없거나 있어도 불충분해서 기소 및 형사처벌을 할 수 없는 범죄이다. 따라서 해당 범죄의 공소시효가 지날때까지 검거 및 기소를 못하면 성립하는 범죄이다.
특정한 환경에서 완전범죄의 개념은 발견되지 않은 범죄에 국한되며, 사건이 범죄로 식별되더라도 일부 조사관들은 해당 범죄를 "완전"이라고 부를 수 없다고 언급한다.

## 완전범죄가 성립하는 유형
첫째, 범죄행위 후 그 사실의 목격자 나 피해자의 신고, 고소, 고발 및 해당 범죄자의 자수 및 수사기관이 적발하지 못하여 공소시효가 지날때까지 해당 범죄자의 형사처분이 없는 완전범죄이다.
공소시효 만료 후 해당 범죄사실이 수사기관에 알려져도 기소 및 형사처벌이 불가능하므로 마찬가지이다.
좁은 의미의 완전범죄는 이 유형의 범죄를 뜻한다.
둘째, 범죄 행위 후 그 사실이 수사기관에 알려져 수사에 들어가나 공소시효 만료일까지 용의자를 밝혀내지 못하여 성립하는 완전범죄이다.
공소시효 만료 후 해당 범죄의 용의자가 밝혀져도 기소 및 형사처벌이 불가능하므로 마찬가지이다.
엄밀히 따지면 좁은 의미로 이 유형의 완전범죄도 해당한다.
셋째, 범죄 행위 후 그 사실이 수사기관에 발각되어도 증거가 없거나 불충분하여 기소할 수 없는 완전범죄이다.
이 경우 해당 범죄의 용의자라 증거불충분으로 풀려나서 공소시효 만료 전에 증거를 완전히 찾아 기소하지 못하면 형사처벌이 불가능하므로 완전범죄가 성립하고 그 전에 증거를 완전히 찾으면 기소 및 형사처벌이 가능하므로 완전범죄가 성립하지 않는다.
넷째, 범죄 행위 후 그 사실은 물론 용의자의 신원도 수사기관에 알려져 해당 용의자의 검거에 나서나 용의자가 잠적하여 공소시효 만료일까지 검거되지 않아 성립하는 완전범죄이다.

## 같이 보기
- 레오폴드와 로엡
- 분류:미해결 살인 사건